# Nancy Phelan
Nancy Phelan (Sydney, 2 agosto 1913 – Sydney, 11 gennaio 2008) è stata una scrittrice australiana.

## Biografia
Nancy Eleanor Creagh nasce a Sydney il 2 agosto 1913 e compie gli studi all'Università di Sydney e al Conservatorio.
Trasferitasi in Inghilterra nel 1938, a Londra sposa Raymond "Pete" Phelan dal quale ha una figlia, Vanessa. Nel 1945 i tre fanno ritorno in Australia e l'anno successivo la Phelan trova lavoro come ufficiale degli aiuti visivi nella South Pacific Commission.
I suoi viaggi nel Pacifico e nelle Isole Gilbert le forniscono il materiale per il suo primo romanzo di viaggio, Atoll Holiday del 1958. Spesso all'esterno per lavoro, a Parigi comincia ad approfondire lo studio dello Yoga al quale dedicherà numerose guide.
Autrice prolifica, nel corso della sua carriera pubblica romanzi, biografie, tra cui la biografia della zia giornalista Louise Mack, memoir e opere di saggistica e viene premiata nel 2004 con il Premio Patrick White alla carriera.
Muore l'11 gennaio 2008 all'età di 94 anni.

## Opere

### Romanzi
- The River and the Brook (1962)
- Serpents in Paradise (1967)
- The Voice Beyond the Trees (1985)
- Home is the Sailor; and The Best of Intentions (1987)

### Autobiografie
- A Kingdom by the Sea (1969)
- The Swift Foot of Time: An Australian in England (1983)
- Setting Out on the Voyage: The World of an Incorrigible Adventurer (1998)
- Writing Round The Edges: A Selective Memoir (2003)

### Biografie
- Charles Mackerras: A Musicians' Musician (1987)
- The Romantic Lives of Louise Mack (1991)

### Guide turistiche
- Atoll Holiday (1958)
- Welcome the Wayfarer: A Traveller in Modern Turkey (1965)
- Pillow of Grass (1969)
- The Chilean Way: Travels in Chile (1973)
- Morocco is a Lion (1982)

### Miscellanea
- How to Make Your Own Filmstrips (1954)
- Yoga For Women (con Michael Volin) (1963)
- Lo Yoga oltre i 40 anni (con Michael Volin) (Yoga Over Forty, 1965), Milano, Edizioni Minerve, 1970
- Yoga Breathing (con Michael Volin) (1966)
- Sex and Yoga (con Michael Volin) (1967)
- Some Came Early, Some Came Late (1970)
- Beginner's Guide to Yoga (1973)
- Mosman Impressions (1993)
- Pieces of Heaven in the South Seas (1996)

## Premi e riconoscimenti
- Premio Patrick White: 2004